# パゴダ

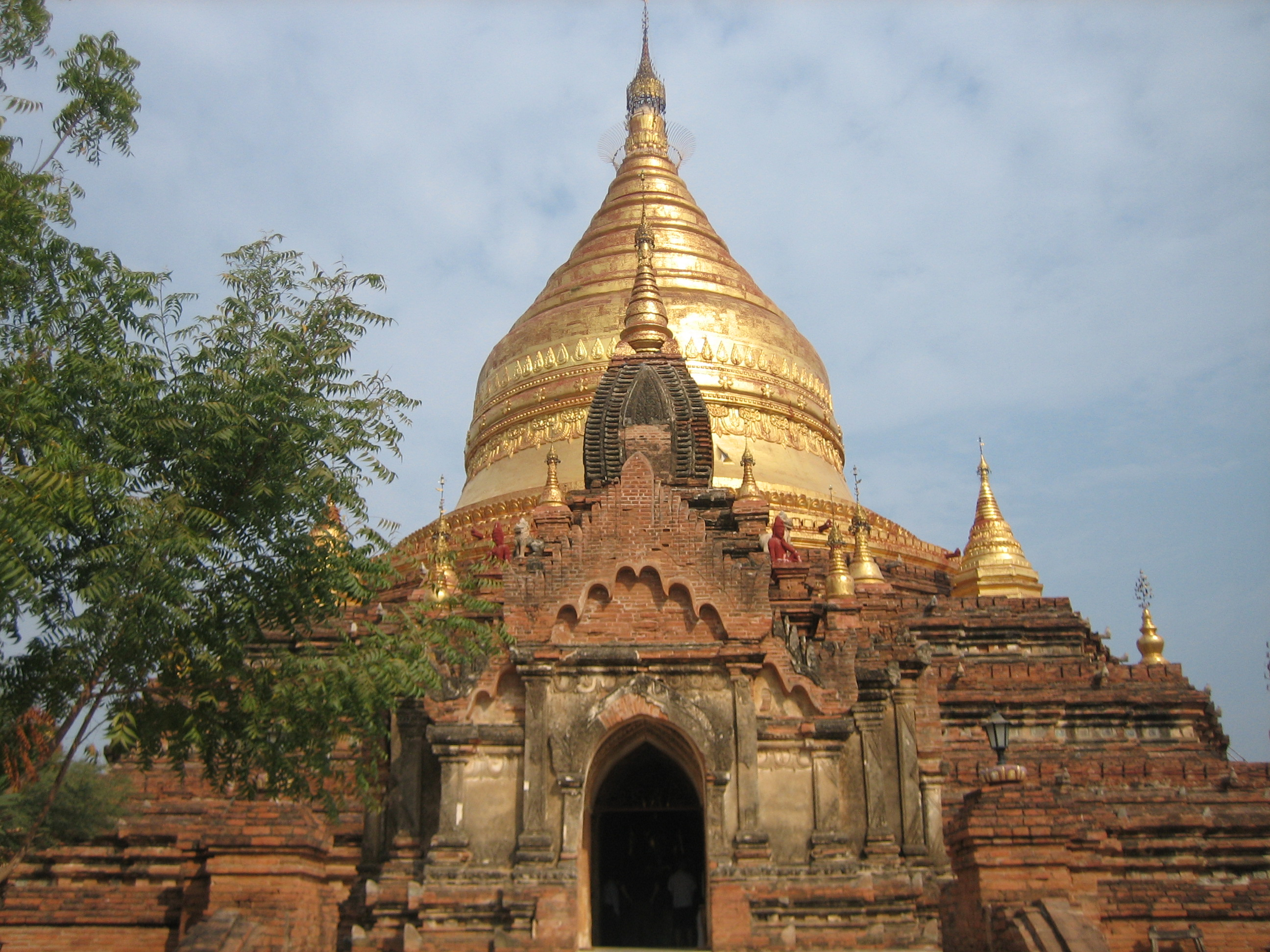
バガンのダンマ・ヤザカパゴダ

パゴダ（pagoda）とは、仏塔（ストゥーパ）を意味する英語である。日本では、多くビルマ（ミャンマー）様式の仏塔のことを指す。
東アジア諸国の仏塔と同様、仏舎利（釈迦仏の遺骨等）または法舎利（仏舎利の代用としての経文）を安置するための宗教的建造物である。
仏塔に見られる様式的側面は、一部の地域では日本のパゴダへと発展した様式的要素であるシカラの影響を受けている可能性があると主張されている。

## 語源
ポルトガル語のパゴデ (pagode) が語源とされるが、定説ではない。
他の説として、ペルシャ語で「神像の家」という意味の butkada を挙げる説、あるいはタミル語で「神に属する家」という意味の pagavati という説もある。
いずれにせよ日本でのイメージと異なり、東南アジアやミャンマーと特に関わりのある言葉ではない。

## ミャンマーのパゴダ
「パゴダ」はビルマ語ではなく、ビルマ語では「ゼーディー」(zedi; စေတီ /zèdì/) または「パヤー」(payā; ဘုရား /pʰəjá/) と呼ばれる。
ミャンマーの人々にとって、パゴダは釈迦がいなくなって以来釈迦に代わるものであり、「釈迦の住む家」であるとされる。パゴダを建てることは、ミャンマーでは「人生最大の功徳」とされ、そうすることにより幸福な輪廻転生が得られると信じられている。
「釈迦の住む家」であるパゴダに入るときは履物を脱ぐことが求められ、靴や靴下（ストッキングを含む）を履いて入ることは許されない。
- スレー・パゴダ
- シュエダゴン・パゴダ
- ウッパタサンティ・パゴダ
- チャイティーヨー・パゴダ
- スリー・パゴダ・パス

## 日本のパゴダ
- 平和の塔 - 兵庫県西脇市 高野山真言宗高松山宝光院
- パゴダ平和記念塔 - 徳島県徳島市眉山町 眉山公園
- 世界平和パゴダ - 福岡県北九州市門司区 和布刈公園
- ミッタディカ パゴダ -  名古屋市中川区新家2丁目1304

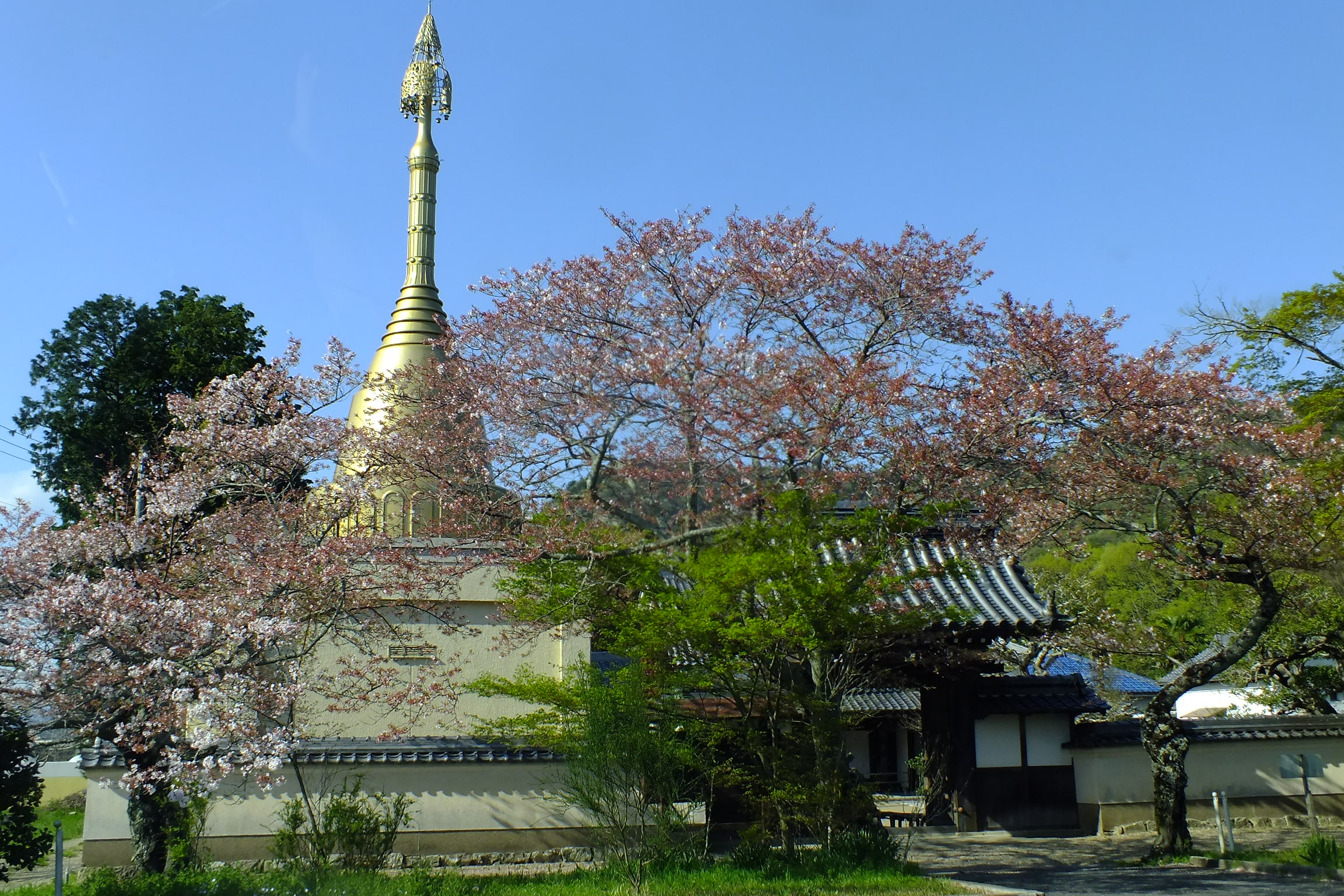
真言宗高松山宝光院と平和の塔（パゴダ） - 第二次世界大戦でのビルマ方面での戦没将兵菩提のために建立された高さ17メートルのパゴダには、ブッダガヤより請来した聖砂と仏舎利が奉安される。
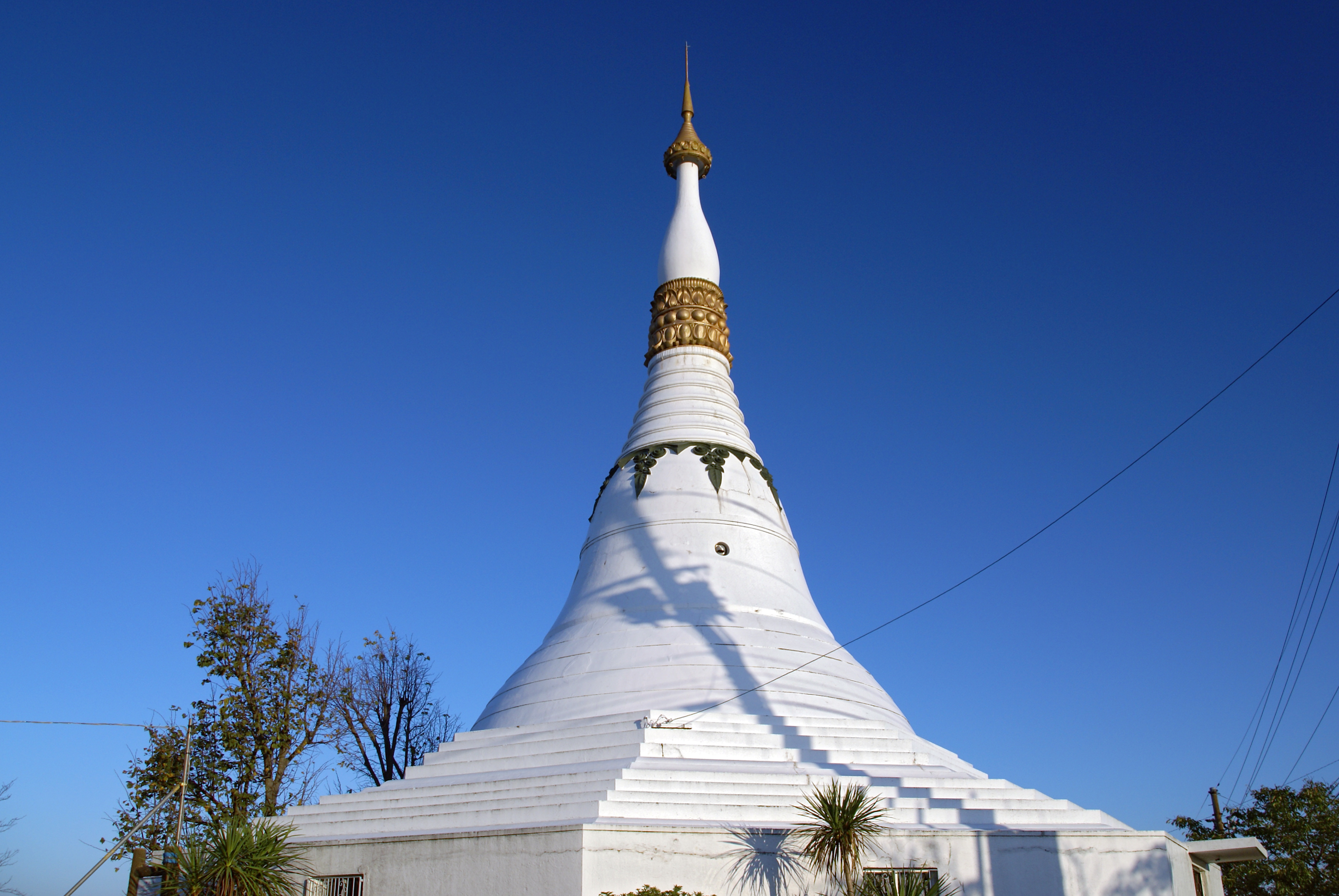
ミャンマーのパゴダを模した徳島市のパゴダ平和記念塔
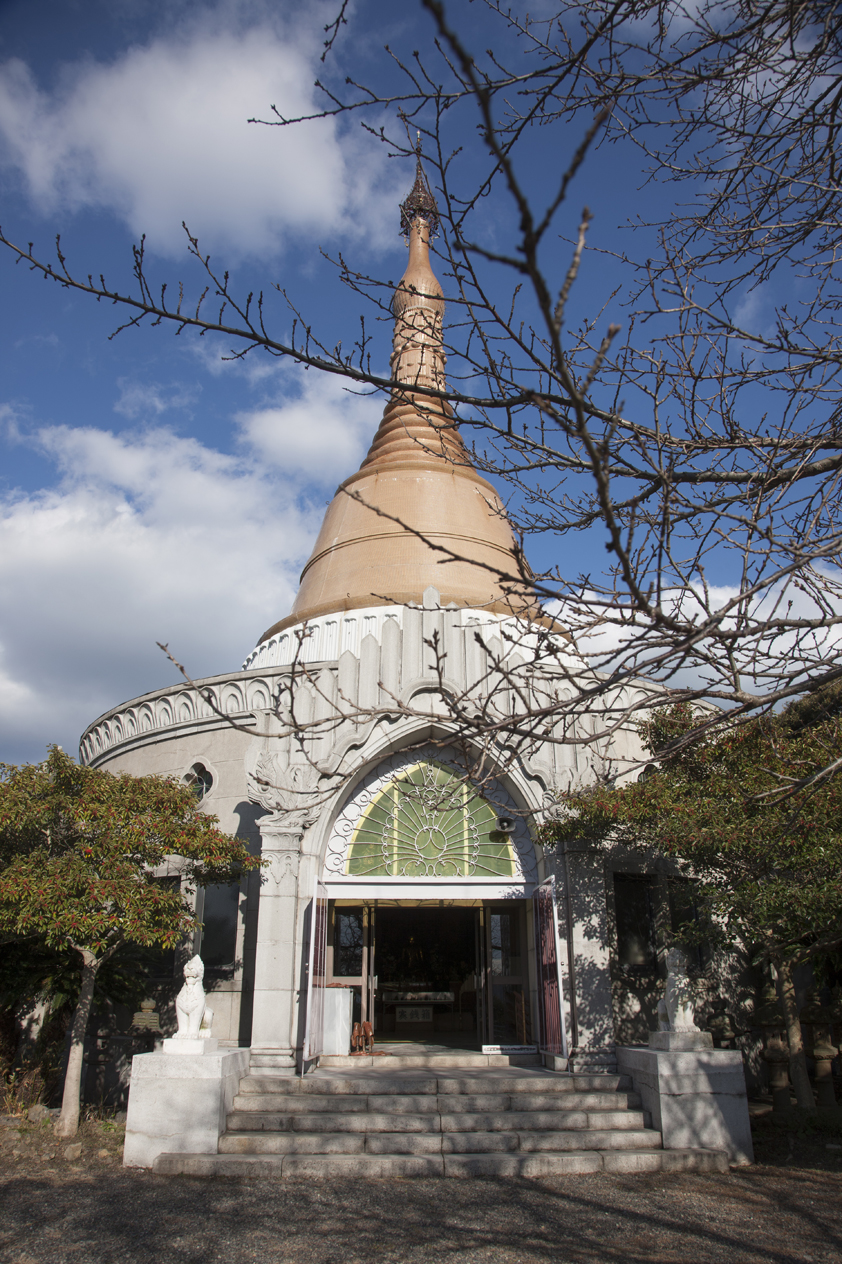
「世界平和パゴダ」 日本唯一の正統なミャンマー式パゴダ（北九州市門司区）